# Маспи-Лалонкер-Жюйак
Маспи́-Лалонке́р-Жюйа́к (фр. Maspie-Lalonquère-Juillacq) — коммуна во Франции, находится в регионе Аквитания. Департамент — Атлантические Пиренеи. Входит в состав кантона Тер-де-Люи и Кото-дю-Вик-Бий. Округ коммуны — По.
Код INSEE коммуны — 64369.

## География

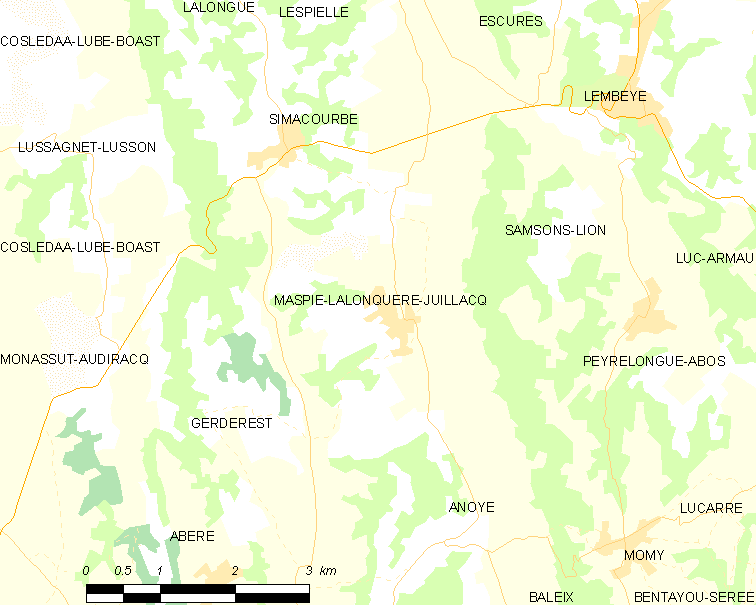
Карта коммуны

Коммуна расположена приблизительно в 640 км к югу от Парижа, в 165 км южнее Бордо, в 23 км к северо-востоку от По.
На востоке коммуны протекает река Леес.

### Климат
Климат тёплый океанический. Зима мягкая, средняя температура января — от +5°С до +13°С, температуры ниже −10 °C бывают редко. Снег выпадает около 15 дней в году с ноября по апрель. Максимальная температура летом порядка 20-30 °C, выше 35 °C бывает очень редко. Количество осадков высокое, порядка 1100 мм в год. Характерна безветренная погода, сильные ветры очень редки.

## Население
Население коммуны на 2010 год составляло 280 человек.
| 1962 | 1968 | 1975 | 1982 | 1990 | 1999 | 2010 |
| ---- | ---- | ---- | ---- | ---- | ---- | ---- |
| 263  | 233  | 205  | 218  | 233  | 225  | 280  |

## Администрация
| Период | Период | Фамилия          | Партия | Примечания |
| ------ | ------ | ---------------- | ------ | ---------- |
| 1995   | 2008   | Андре Казнав     |        |            |
| 2008   | 2014   | Серж Жюнка       |        |            |
| 2014   | 2020   | Эльян Капдевьель |        |            |

## Экономика
В 2010 году среди 164 человек трудоспособного возраста (15-64 лет) 137 были экономически активными, 27 — неактивными (показатель активности — 83,5 %, в 1999 году было 71,2 %). Из 137 активных жителей работали 131 человек (79 мужчин и 52 женщины), безработных было 6 (0 мужчин и 6 женщин). Среди 27 неактивных 8 человек были учениками или студентами, 12 — пенсионерами, 7 были неактивными по другим причинам.

## Достопримечательности
- Церковь Св. Мартина (XII век)[4]
- Церковь Св. Иоанна Крестителя (XVI век)[5]
- Церковь Св. Германа (XVIII век)[6]